# Stefan Buchen
Stefan Buchen (né le 8 mars 1969) est un journaliste allemand et journaliste d'investigation spécialiste du Moyen-Orient et du Maghreb.

## Biographie
Buchen a étudié la langue arabe à Mayence, la littérature arabe à Tel Aviv et la langue française,.
Il commence sa carrière journalistique à l Agence France-Presse et en 1996 comme correspondant étranger d'ARD en Israël. Buchen rejoint la Norddeutscher Rundfunk (NDR) entre 2000 et 2001. Après cette période, il a travaille comme pigiste pour Arte et pour la télévision ARD .À partir de 2005, il  travaille spécifiquement pour le magazine de télévision politique Panorama.

## Filmographie
- Die Lügen vom Dienst – der BND und der Irakkrieg; décembre 2010 pour ARD –  Panorama[5],[6].

## Œuvres
- 2014  Die neuen Staatsfeinde 978-3-8012-0451-8 (ISBN)

## Prix et distinctions
- 2011:  Prix pour la liberté et l'avenir des médias [7]
- 2011: titre de « Reporter de l'année » du magazine Medium[8].